# Ataque con ácido

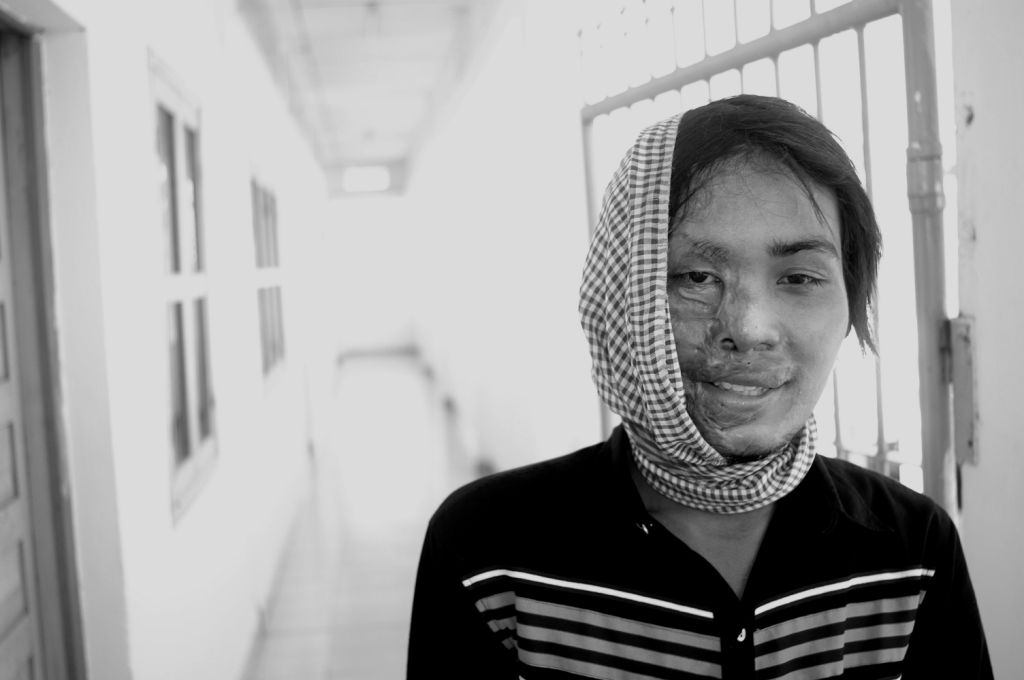
Víctima de ataque con ácido en Camboya

Los ataques con ácido (en inglés acid throwing o vitriolage) son una modalidad de agresión violenta, definida como el acto de arrojar ácido en el cuerpo de una persona con la intención de desfigurarla, mutilarla, torturarla o asesinarla.
Los tipos de ácido más comunes en estos ataques son el ácido sulfúrico, el ácido nítrico y el ácido clorhídrico, este último fácilmente accesible como producto de limpieza en muchos países. Los agresores suelen arrojar el ácido al rostro de sus víctimas, causando graves lesiones al fundir la piel y exponer los huesos, que en ocasiones llegan a disolverse. Algunas de las víctimas también pierden la visión de uno o de los dos ojos. Además de las secuelas físicas permanentes que afectan su imagen, las víctimas usualmente quedan traumatizadas psicológicamente de por vida, sufren aislamiento familiar y social, y su estatus económico se ve afectado por las discapacidades producidas por el ataque y las pérdidas económicas derivadas de largos tratamientos médico-quirúrgicos y procesos judiciales.
A nivel mundial, alrededor de 1500 personas en 20 países son atacadas anualmente con ácido, de las cuales un 80 % son mujeres.

## Historia

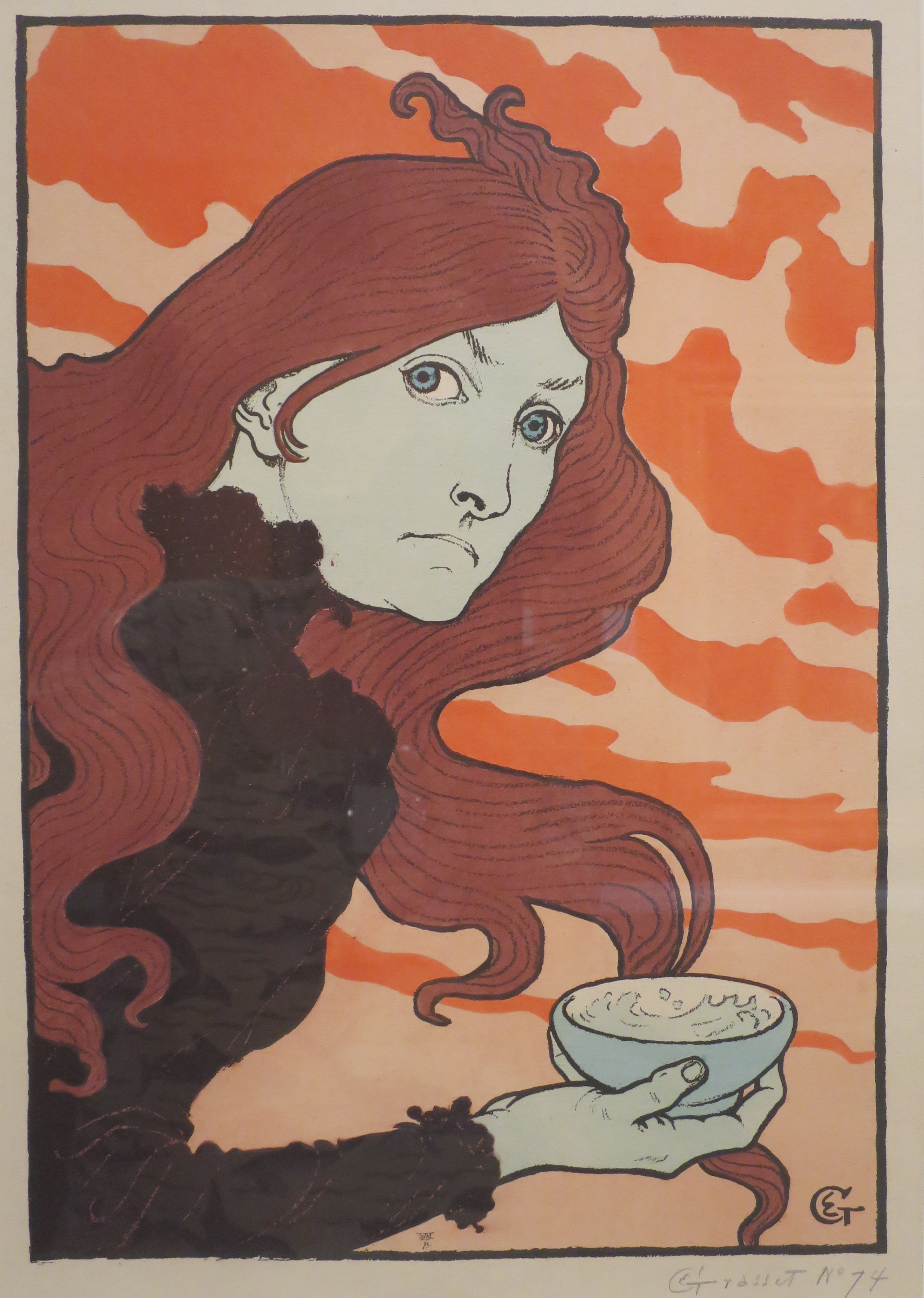
"La Vitrioleuse" de Eugène Grasset, 1894.

El uso del vitriol (ácido sulfúrico) está documentado desde el siglo I d. C. en la antigua Grecia, en la purificación del oro. En diversos escritos también se reporta su uso en Europa durante la Edad Media.
Uno de los primeros ataques con vitriol fue reportado en Francia en el siglo XVII durante el reinado de Luis XIV. A finales del siglo XIX, una ola de ataques con vitriol se produjo en Europa, particularmente en Francia y el Reino Unido. La ocurrencia extendida de estos ataques llevó incluso a acuñar el término “la Vitrioleuse”, descrita como una mujer, generalmente pobre, que perpetraba crímenes de pasión contra maridos infieles o contra sus concubinas para desfigurarlos e impedir futuras relaciones amorosas. Con la extensión del fenómeno, algunas mujeres de clase media y burguesa también comenzaron a usar ácido contra sus esposos infieles, y en muchos casos estos ataques premeditados eran excusados social y judicialmente ya que se consideraba que eran realizados por “motivos honorables”.
La decadencia del fenómeno a principios del siglo XX se atribuye a la escasez del ácido en Europa durante las guerras mundiales; otra posible explicación es la transformación de los roles de género durante ese período.
En décadas recientes se observa un aumento del uso del ácido como mecanismo de control y castigo contra mujeres y niñas en varios países asiáticos, especialmente Bangladés, India, Camboya, Pakistán, Nepal, Vietnam, Laos y China. Los primeros ataques con ácido reportados ocurrieron en Bangladés en 1967, en Camboya en 1979 y en India en 1982. Desde entonces, se observa un aumento considerable en el número y la severidad de casos en el sur de Asia. No obstante, esto puede también deberse a la falta de datos y al alto número de casos no reportados previamente. Bangladés, que tenía la tasa mundial más alta de violencia con ácido, en los últimos años muestra una tendencia decreciente, lo que parece estar relacionado con una serie de medidas legales.

### La mujer como víctima desproporcionada
Para el año 2013, 80 % de las víctimas de ataques con ácido son mujeres. En los países en los que son ataques perpetrados predominantemente por hombres contra mujeres, se les considera un tipo de violencia contra la mujer que tiene sus raíces en el machismo, como una manifestación de las actitudes que prevalecen en sociedades en las que se espera que las mujeres y las niñas obedezcan sin cuestionar la autoridad masculina.[cita requerida] Los países con mayor incidencia de casos muestran algunas características comunes: un sistema judicial débil, altos niveles de impunidad, pobreza y discriminación de género.[cita requerida] El ácido se emplea como un arma contra mujeres que rechazan propuestas sexuales y ofertas de matrimonio.[cita requerida] En estos casos, por lo general se pretende restituir el honor, la masculinidad herida o los caprichos sexuales de un hombre, usualmente el marido o un pretendiente.[cita requerida] Otras excusas que suelen motivar este tipo de agresión son los celos, las negociaciones de la dote entre familias, la sospecha de falta de virginidad de una prometida, o la sospecha de haber cometido alguna conducta inmoral.[cita requerida] Los individuos que ejecutan el ataque no son necesariamente los instigadores del mismo. Pese a que no hay datos estadísticos confiables al respecto, muchos ataques se cometen con la complicidad de varias personas.[cita requerida]

## Ataques con ácido en Asia
En países asiáticos con alta incidencia de casos, las mujeres que viven en la pobreza corren un mayor riesgo de ser víctimas de ataque con ácido.
Esta intersección entre el género y el bajo estatus socioeconómico se refuerza en sociedades en las que las desigualdades de género son más marcadas. Bangladés, India y Camboya se encuentran en el puesto 86, 105 y 103, respectivamente, entre 134 países en el Global Gender Gap Report 2012, un índice que mide la igualdad de oportunidades entre hombres y mujeres a nivel mundial. Los ataques con ácido se asocian a formas de venganza por el rechazo a propuestas matrimoniales o sexuales.

### Bangladés
Entre 1999 y 2012, en Bangladés se han registrado 3.112 casos, de acuerdo con los datos facilitados por la Acid Survivors Foundation (ASF). El 82 % de las víctimas eran mujeres, la mayoría de ellas menores de 18 años. Si bien Bangladés tenía las tasas de incidentes de ataques con ácido más altas del mundo, desde 2002 han estado disminuyendo de manera continua entre un 15 y un 20 % anual, pasando de 494 casos reportados en 2002 a 71 en 2012.
El 55 % de los ataques con ácido estuvieron relacionados con rechazos de propuestas matrimoniales, el 18 % con abuso marital o de algún miembro de la familia, el 11 % con disputas de propiedad, y el 2 % con rechazos a avances románticos o sexuales.

### India
En la India, el fenómeno guarda importantes similitudes con el caso de Bangladés, por su sesgo de género y las motivaciones de los ataques. La mayoría de las víctimas son mujeres (al menos el 72 % de los casos) y la mayoría de los casos documentados por los medios de comunicación identifican como motivos principales el rechazo a propuestas de pretendientes (34 %) y los conflictos de tierra o de negocios (20 %), además de las sospechas de infidelidad y los castigos por desobediencia al agresor.
Sin embargo, existen también algunas diferencias; en particular, las víctimas no necesariamente se concentran en una sola clase, religión o casta, si bien el riesgo es mayor para los “intocables”; adicionalmente, los casos reportados están en aumento. No existen estadísticas estatales confiables respecto del número de casos, porque los ataques con ácido son clasificados en diferentes artículos del Código Penal (intento de asesinato, daños personales premeditados, etc.) y la cifra negra es alta. Entre enero de 2002 y octubre de 2010, se reportaron 153 ataques en los medios impresos de India; sin embargo, la Acid Survivors Foundation India (ASFI) calcula que los casos reales deben oscilar en un rango de 100-1000 al año. Los ácidos con los que se efectúan los ataques son muy económicos y fáciles de obtener, dado su uso extendido para esterilizar cocinas y baños.

### Camboya
En Camboya, el sesgo de género en los ataques con ácido es inferior si se compara con India o Bangladés; se calcula que un 52 % de las víctimas son mujeres.
Adicionalmente, las estadísticas disponibles sugieren una mayor incidencia de casos de mujeres actuando como agresoras contra mujeres. De acuerdo con la Cambodian Acid Survivors Charity (CASC), entre 1985 y 2009 se reportaron 236 víctimas, con tendencia creciente durante ese período.
Sin embargo, entre 2009 y 2012 los ataques muestran una tendencia decreciente, con un total de 7 casos reportados en el año 2012. El 13 % de los sobrevivientes registrados por el CASC fueron atacados como niños a una edad inferior a 13 años. El 36,9 % de los incidentes registrados por el CASC tuvieron lugar en la provincia de Kampong Cham. Con todo, estas estadísticas reflejan sólo una fracción de los casos que ocurren en el país ya que muchos incidentes no son documentados, o bien por miedo de las víctimas a retaliaciones, o debido a que los centros de salud que las atienden clasifican de distinto modo las lesiones. Las motivaciones más comunes de las agresiones son los celos o el odio (28 %), y las agresiones ocurren usualmente entre la esposa y la amante de un hombre, con el fin de garantizar su seguridad socioeconómica.

### Pakistán
Los informes describen los ataques con ácido en Pakistán como expresiones de fundamentalismo religioso, típicamente perpetradas contra esposas o hijas como un “crimen de honor”.
Según estadísticas de Acid Survivors Foundation Pakistan Archivado el 13 de septiembre de 2017 en Wayback Machine. (ASF Pakistan), 55 casos fueron reportados en 2010, 150 en 2011, y 93 en 2012. Sin embargo, según Human Rights Watch, el número de víctimas debe ascender a 400-750 por año. En noviembre de 2012, talibanes pakistaníes atacaron con ácido dos niñas que iban a su colegio en la ciudad de Parachinar (norte de Pakistán); los agresores distribuyeron panfletos por la ciudad, amenazando con atacar con ácido a toda niña que intente acceder a la educación.
Ataques similares se han registrado en el vecino Afganistán.
En 2012, la película Salvar la cara, de la directora pakistaní Sharmeen Obaid-Chinoy, sobre la lucha de estas mujeres por acceder a una cirugía reconstructiva y salvar su cara y por acceder a la justicia y denunciar a sus agresores, ganó un Premio Óscar.

### Medio Oriente
Incidentes de ataques con ácido se han reportado en el Medio Oriente (incluyendo Irak, Irán, Arabia Saudí, Yemen, Egipto y Gaza), pero no se dispone de estadísticas confiables sobre la dimensión del fenómeno. Artículos de internet citan como motivo de los ataques la supuesta indecencia de las mujeres en el vestir al no usar velo o no seguir otros parámetros de vestuario tradicionales.

## Ataques con ácido en América Latina

### Colombia
En Colombia, se observa un alarmante incremento de incidentes de ataques con ácido en los últimos años, con una marcada proporción de víctimas hombre:mujer de 1:30, si bien varios reportes muestran que la proporción es más cercana a 1:1. La edad promedio de las sobrevivientes es de 23 años, en un rango entre 13 y 41 años. Según estadísticas del Instituto de Medicina Legal, 56 mujeres fueron víctimas en 2010, 46 en 2011 y 80 en 2012. A modo de comparación: en 2012 se registraron 93 casos en Pakistán y 71 en Bangladés, países cuya población es cuatro veces mayor que la población de Colombia. A 2015, casi mil personas han sido víctimas de ataques con ácido.
En noviembre de 2015 el Senado de Colombia aprobó la Ley Natalia Ponce (en relación con el caso de Natalia Ponce de León), la cual endurece sustancialmente los castigos para quienes cometan ataques con ácido, los cuales serán ahora un delito autónomo denominado “lesiones con agentes químicos o ácido”. Las penas por este delito irán desde los 30 hasta los 50 años de cárcel, cuando la agresión se cometa contra una mujer o contra un menor de edad. Además, el agresor tendrá un castigo económico por su crimen que podría llegar a los 2.000 millones de pesos y perderá automáticamente los derechos a beneficios penales, como por ejemplo la casa por cárcel.

### México
En México no existen cifras oficiales  de las víctimas de ataques con ácido, pero sobrevivientes como María Elena Ríos luchan por tipificar como intento de feminicidio esta violencia.
A partir de haber sufrido el ataque y después de pasar por múltiples cirugías, la saxofonista se ha enfrentado al sistema judicial logrando que su agresión sea reclasificada de lesiones a intento de feminicidio y buscó impulsar la creación de un marco legal que facilite el acceso a la justicia y la reparación del daño para otras víctimas en todo el país. Por tal motivo  inició una gira para llevar la iniciativa que lleva por nombre Ley Malena, por todo el país.
El pasado 9 de marzo la Cámara de Diputados aprobó por unanimidad que se impongan siete a quince años de prisión a aquella persona que cause lesiones por sí mismo o por intermediarios, a otra persona, utilizando cualquier tipo de ácido, sustancia corrosiva, irritante, tóxica o líquido inflamable.
La reforma contempla penas de hasta 22 años y medio contra personas que ataquen o atenten con ácido en contra de mujeres, en contra de personas con discapacidad o contra menores de edad.
Además, esta reforma incluye una modificación al segundo párrafo al artículo 36 de la Ley General de Víctimas, para detallar que se garantice el acceso a cirugías reconstructivas para víctimas de lesiones inferidas con ácido.

## Ataques con ácido en otros países
Los ataques con ácido no son desconocidos en otras regiones del mundo. Se ha observado una alta incidencia de ataques en varios países africanos, incluyendo Etiopía, Nigeria, Sudáfrica y Uganda, si bien con un menor sesgo de género en comparación con los países asiáticos. Por ejemplo, en Uganda, el 57 % de las víctimas son mujeres; en Nigeria, el 60 % de las víctimas son hombres.
En Nigeria, numerosos ataques se efectúan deliberadamente con el objeto de mutilar o matar, y muchas mujeres que han sufrido "baños de ácido" han perdido la vida.
En países como Gabón y Kenia los ataques se presentan en menor escala. Agresiones con ácido también se producen esporádicamente en Australia, Europa (Bulgaria, España, Francia, Grecia, Italia, el Reino Unido y Rusia), y América del Norte y Sur (Argentina, Canadá, Colombia, Cuba, Estados Unidos y Jamaica). 
Si bien en estos contextos se argumenta que podrían tratarse de un efecto copycat (imitación de conductas particularmente violentas luego de haber tenido conocimiento de ellas a través de medios masivos de comunicación), si estas conductas aisladas se enmarcan en patrones estructurales de violencia e impunidad, pueden derivar en un rápido incremento del número de agresiones.

## Legislación
Las respuestas normativas en las legislaciones del mundo son básicamente de tipo preventivo y de tipo punitivo. Entre las medidas de tipo preventivo se encuentran regulaciones más estrictas para la tenencia y comercialización de ácidos, pues se ha observado una correlación positiva entre la incidencia de ataques con ácido y la accesibilidad a los mismos.
Entre las medidas punitivas, diversos países han establecido un tipo penal específico y han elevado las penas.

### Medidas preventivas
Los ácidos nítrico y sulfúrico, rebajados con agua en la mayoría de casos, tienen varios usos (por ejemplo en joyería y mecánica automotriz), lo que los hace fáciles de adquirir en grandes cantidades y a un precio módico. Sin embargo, las agresiones con estos ácidos han hecho que en Bangladés, por ejemplo, deban ser considerados jurídicamente como un arma.
Las legislaciones incluyen diversos tipos de medidas preventivas, como la exigencia de licencias para poseer y comercializar esas sustancias, la prohibición de venta de ácidos en ciertas áreas, el establecimiento de sistemas de monitoreo de ventas de ácido, así como la exigencia de documentar todas las transacciones que involucren el comercio con ácidos. Sin embargo, esta legislación también puede promover la formación de un mercado negro con estos productos, por lo cual el éxito de estas medidas depende ampliamente de la capacidad de los Estados de hacer efectivas las restricciones y judicializar las contravenciones a estas normas.
En el caso de Bangladés, la ley ACA (Acid Control Act) reguló la venta, uso y almacenamiento de ácido y creó el NACC (Consejo Nacional de Control de Ácido). La ley exige que el NACC implemente políticas sobre el comercio, empleo y desecho de ácidos, así como adoptar medidas que aumenten la conciencia acerca de los peligros de los ácidos y mejore los dispositivos de rehabilitación y tratamiento de las víctimas. ACA también estableció comités distritales que son responsables de la adopción e implementación de los controles a nivel local.
Si bien esta legislación marcó el quiebre de la tendencia creciente de incidentes en el país, la erradicación definitiva está aún lejos de lograrse, ya que el Estado ha sido incapaz de controlar efectivamente el comercio con ácido y judicializar las contravenciones a esta legislación, que ha sido calificada como "ley muerta" por organizaciones pro-víctimas.

### Medidas punitivas
A menudo, las autoridades policiales y judiciales de los países tienen dificultades para aplicar el tipo penal adecuado ante agresiones con ácido. El limbo jurídico oscila entre lesiones personales (que equivaldría a la participación en una golpiza) e intento de homicidio, lo que tiene consecuencias significativas en la definición de la pena. En ocasiones no encajan como violencia doméstica porque se producen fuera del hogar. En otros casos, se les aplican castigos leves a estos delitos, en consideración a las tradiciones culturales y a la aceptación social de estas conductas, sin mencionar la laxitud de las autoridades policiales con los agresores.
En los últimos años, varios países han introducido legislación especial para penalizar los ataques con ácido como un delito independiente y agravado. En Bangladés se introdujo en 2002 la pena de muerte para los agresores con ácido a través de la Acid Crime Control Act (ACCA). Según esta ley, si el ataque genera una pérdida de la vista o el oído, o si causa un grave daño al rostro, pecho, o los órganos sexuales de la víctima, el agresor puede ser condenado a cadena perpetua o pena de muerte. Si otra parte del cuerpo es mutilada, el agresor puede afrontar una condena de 7 a 14 años de prisión y una multa equivalente a $700 USD. Adicionalmente, arrojar o intentar arrojar ácido sin causar ningún daño físico o menal se penaliza con 3 a 7 años de prisión y una multa equivalente a $ 700 USD. Los cómplices en estas conductas asumen la misma pena que los autores materiales del crimen.
En 2012, el gobierno de Camboya logró impulsar reformas a la legislación penal en 2012 a través de la “Acid Law”, que incorporó penas claras para los agresores, además de establecer obligaciones estatales en la provisión de servicios médicos, jurídicos y de rehabilitación a las víctimas, y formular un sistema regulador del comercio con ácido.
En 2013, India introdujo una reforma a su Código Penal a través de la Criminal Law (Amendment) Act, estableciendo la agresión con ácido como un tipo penal independiente con pena de prisión no menor a 10 años y que según la gravedad del daño puede llegar a cadena perpetua.
Bajo el principio Qisas de la Sharia, el agresor puede sufrir un daño equivalente al que sufrió la víctima, y puede ser condenado a recibir gotas de ácido en sus ojos. En Pakistán este principio no es vinculante y es poco aplicado, de acuerdo con reportes del New York Times. En 2011, el Parlamento de Pakistán aprobó unánimemente la Criminal Law Amendment Act, según la cual los responsables de un ataque con ácido pueden enfrentar altas multas y cadena perpetua. En Irán, el principio Quisas exige que el agresor capturado sea enceguecido con gotas de ácido y enfrente el pago de multas. Un caso reciente ha logrado amplia notoriedad mediática, el de Ameneh Bahrami, quien sentenció en 2009 a su atacante a ser enceguecido con 20 gotas de ácido. Sin embargo, el 31 de julio de 2011, ella perdonó a su atacante, excluyéndolo de la aplicación del principio Qisas. Actualmente, la legislación penal de Irán establece largas condenas por ataques con ácido e incluye la pena de muerte.
En Colombia, en 2013 se reformó el Código Penal para tipificar este delito y aumentar las penas a los atacantes que usen sustancias corrosivas. Se estableció una pena mínima de 6 años y máxima de 20 años de prisión, con lo cual se sacó a la agresión con ácido del marco de las lesiones personales y de los delitos excarcelables (beneficio que según la legislación colombiana tienen los tipos penales con condenas inferiores a 4 años).